# Émile Verhaeren

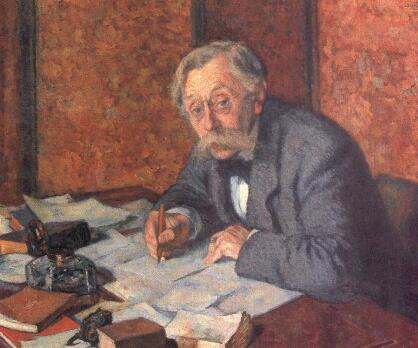
Porträt von Émile Verhaeren, gemalt vor 1916 von Théo van Rysselberghe

Emile Adolphe Gustave Verhaeren (* 21. Mai 1855 in Sint-Amands bei Antwerpen; † 27. November 1916 in Rouen) war ein belgischer Dichter, der in französischer Sprache schrieb. In seinen vom Symbolismus ausgehenden, in freiem Versmaß verfassten Gedichten entwickelte er eine von sozialem Bewusstsein geprägte großstädtische Lyrik von großer Musikalität.

## Leben und Werk
Verhaeren wuchs als Sohn wohlhabender Eltern im Dorf Sint-Amands an der Schelde auf. In der Familie wurde französisch gesprochen, im Dorf und in der Schule sprach er jedoch brabantisch, einen flämischen Dialekt. Als Jugendlicher besuchte er das französischsprachige jesuitische Internat Sainte-Barbe in Gent. Georges Rodenbach war sein Klassenkamerad und wurde sein Freund. Danach studierte er Rechtswissenschaft an der traditionsreichen Katholischen Universität Löwen, wo er Literaten aus dem Umkreis der Zeitschrift La Jeune Belgique traf und 1879 erste eigene Artikel in Studentenzeitschriften veröffentlichte.

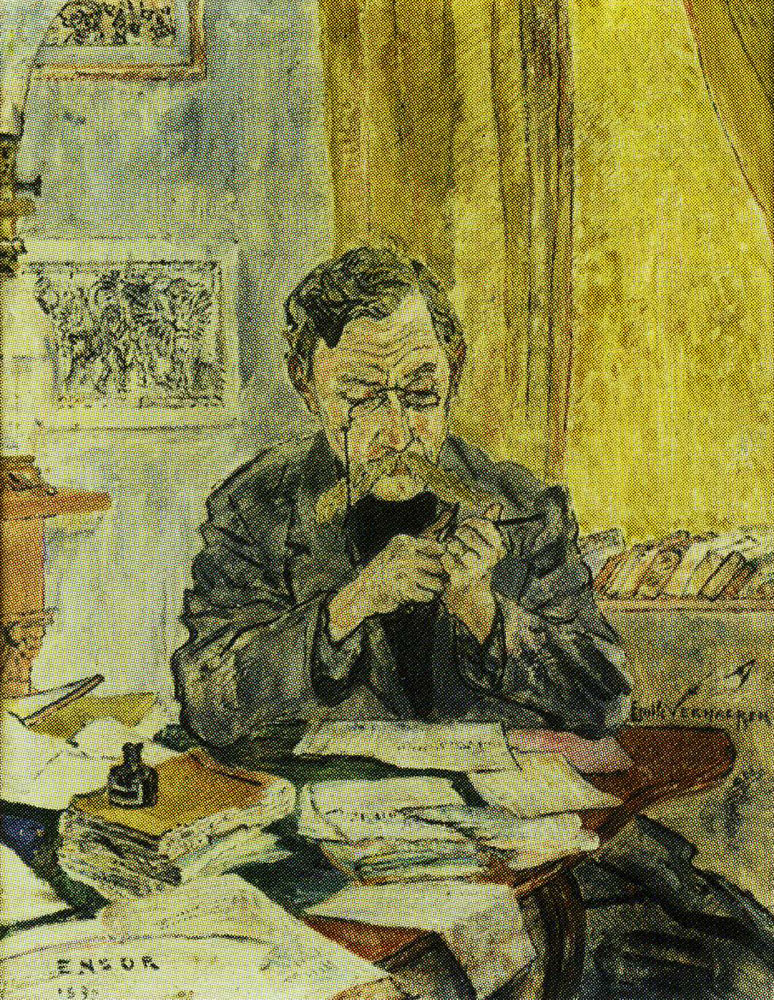
Émile Verhaeren porträtiert von James Ensor, 1890

Beim wöchentlich stattfindenden Salon des sozialistischen Schriftstellers Edmond Picard in Brüssel traf er Schriftsteller und Künstler der Avantgarde. In dieser Zeit entschied er sich, seine juristische Laufbahn aufzugeben und Schriftsteller zu werden. Er veröffentlichte Gedichte und kritische Artikel in belgischen und ausländischen Zeitschriften (u. a. in L'Art moderne und La Jeune Belgique). Als Kunstkritiker förderte er junge Künstler wie James Ensor. 1883 veröffentlichte er mit Les flamandes eine erste Sammlung von realistisch-naturalistischen Gedichten über seine Heimat, die von der Avantgarde zwar begeistert aufgenommen wurden, im ländlichen Milieu seiner Heimat jedoch einen Skandal verursachten. Verhaerens Eltern versuchten sogar mit Hilfe des Dorfpastors die gesamte Auflage aufzukaufen und zu vernichten. In der Folge veröffentlichte er weitere Gedichtbände. Düstere symbolistische Gedichte kennzeichnen die Bände Les moines, Les soirs, Les débâcles und Les flambeaux noirs.

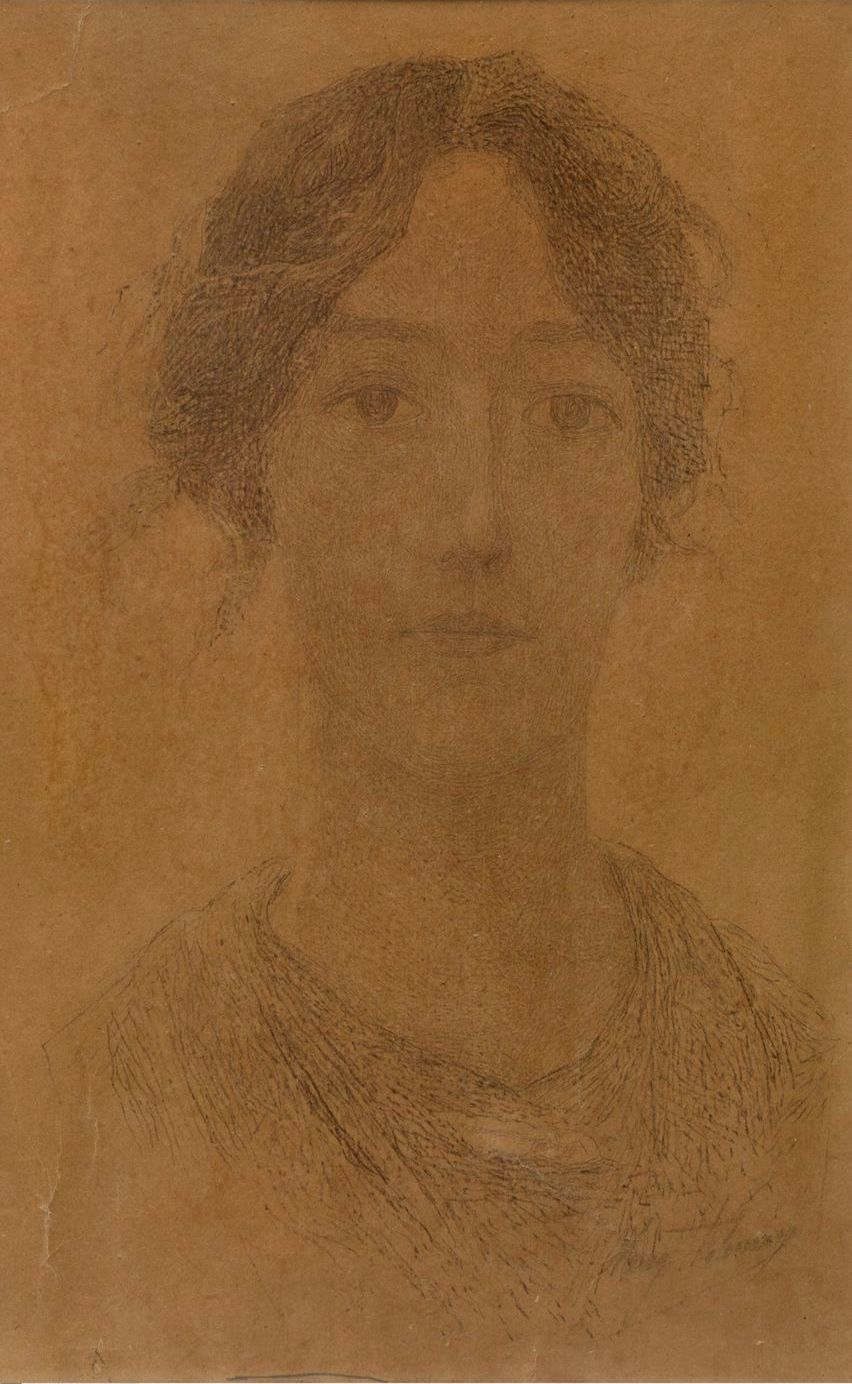
Marthe Verhaeren, Zeichnung von Auguste Donnay

1891 heiratete er die für ihre Aquarelle bekannte Malerin Marthe Massin, die er zwei Jahre zuvor kennengelernt hatte, und ließ sich in Brüssel nieder. Seine Liebe zu Marthe schlägt sich in drei Sammlungen von Liebesgedichten nieder (Les heures claires, Les heures d'après-midi, Les heures du soir).

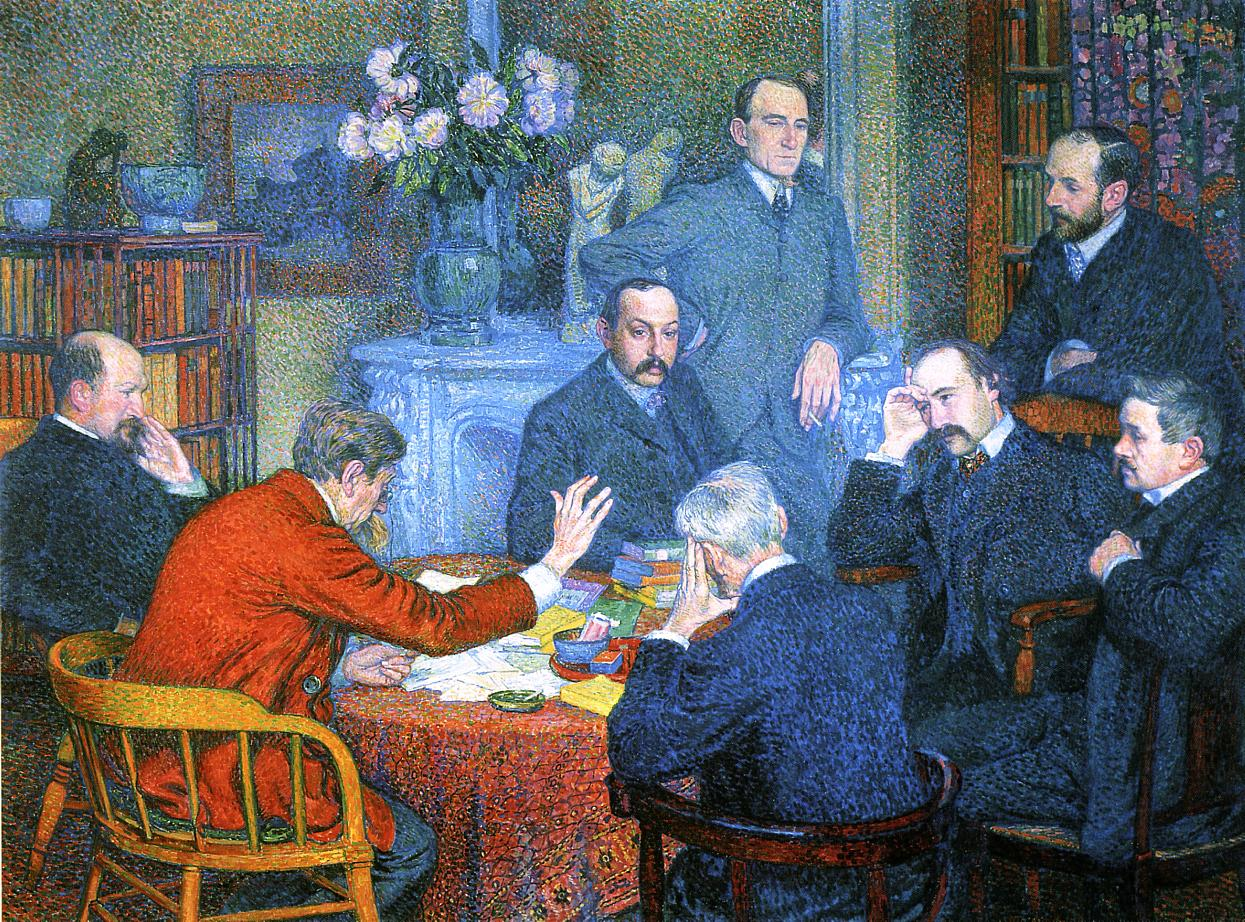
Eine Lesung von Émile Verhaeren (Théo van Rysselberghe, 1901)

Verhaeren wandte sich in den 1890er Jahren vermehrt sozialen Fragen und sozialistischen Theorien zu und verarbeitete die Atmosphäre der Großstadt und deren Gegensatz zum Landleben in seinen Gedichten. Seine Visionen einer neuen Zeit verarbeitete er in den Sammlungen Les campagnes hallucinées, Les villes tentaculaires, Les villages illusoires und in seinem Theaterstück Les Aubes. Durch diese Gedichte wurde er berühmt, und sein Werk wurde weltweit übersetzt und besprochen. Er selbst reiste für Lesungen und Vorträge durch große Teile Europas. Viele Künstler, Dichter und Schriftsteller wie Georges Seurat, Paul Signac, Auguste Rodin, Edgar Degas, August Vermeylen, Henry van de Velde, Maurice Maeterlinck, Stéphane Mallarmé, André Gide, Rainer Maria Rilke, Gostan Zarian und Stefan Zweig bewunderten ihn, korrespondierten mit ihm, suchten seine Nähe und übersetzten seine Werke. Er beeinflusste auch die Künstler des Futurismus.
Als 1914 der Erste Weltkrieg ausbrach und das neutrale Belgien von deutschen Truppen besetzt wurde, stand Verhaeren auch in Deutschland auf der Spitze seines Ruhms. Während des Krieges schrieb er pazifistische Gedichte und kämpfte mit den Gedichtsammlungen La Belgique sanglante, Parmi les cendres und Les ailes rouges de la Guerre gegen den Wahnsinn des Krieges. Sein Glauben an eine bessere Zukunft wurde während des Krieges von zunehmender Resignation überschattet. Er veröffentlichte dennoch in antideutschen Propagandazeitschriften und wollte mit Reden und Vorträgen die Freundschaft zwischen Frankreich, Belgien und Großbritannien stärken. Nach einem dieser Vorträge in der französischen Stadt Rouen starb er durch einen Unfall, als er beim Besteigen eines abfahrenden Zuges ausrutschte und überrollt wurde.
Die französische Regierung wollte Verhaeren ein Ehrengrab im Pariser Panthéon errichten, doch die Familie verweigerte sich diesem Plan und ließ ihn auf dem Soldatenfriedhof von Adinkerke bestatten. Aufgrund der Gefahr durch vorrückende Truppen wurden seine sterblichen Überreste noch während des Krieges nach Wulveringen überführt und 1927 endgültig in seinem Heimatdorf Sint-Amands bestattet. Dort erinnert seit 1955 auch ein Museum an ihn.

## Werke
- Les Flamandes, 1884
- Les moines, 1886
- Les soirs, 1887
- Les débâcles, 1888
- Les flambeaux noirs, 1891
- Les campagnes hallucinées, 1893
- Les villes tentaculaires, 1895

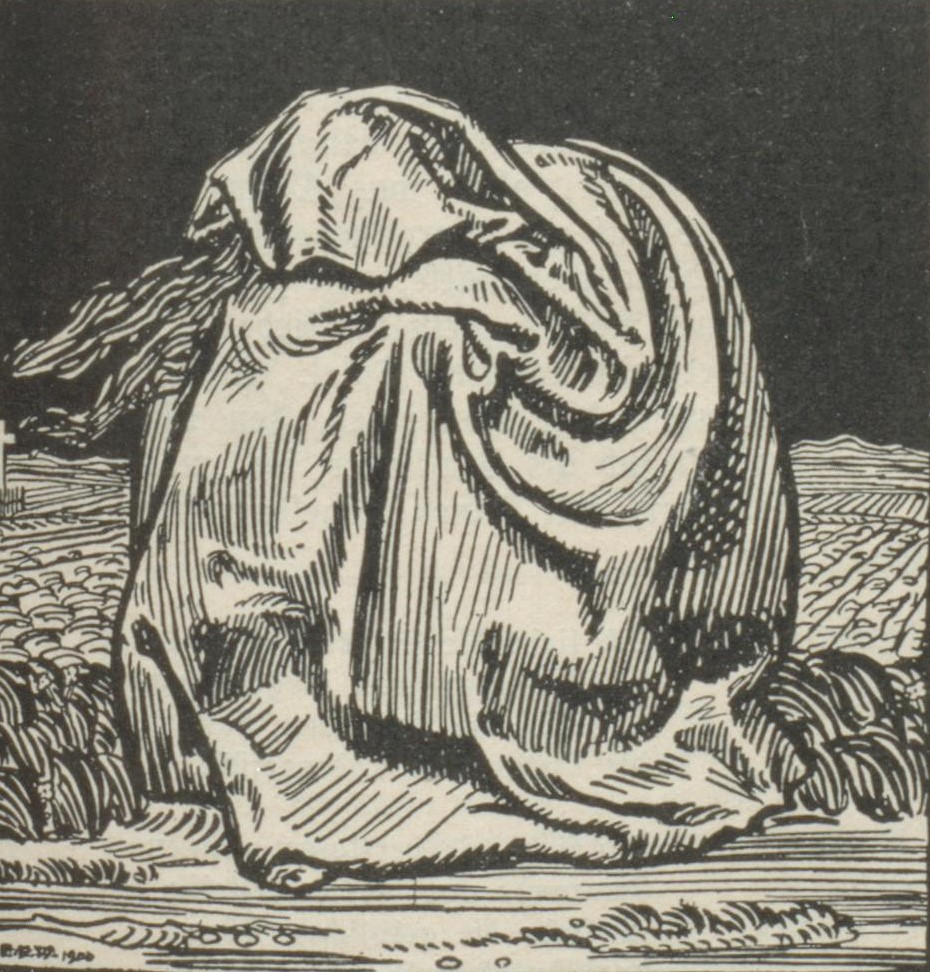
Illustration von Emil Rudolf Weiß zur deutschen Übersetzung von Die Ebene

- Les villages illusoires, 1895 (weitere Ausgabe: Leipzig 1913, gebunden in Maroquin in der großherzoglichen Kunstgewerbeschule Weimar, entworfen von Henry van de Velde)
- Les heures claires, 1896
- Les Aubes (Drama), 1898
- Les visages de la vie, 1899
- Les forces tumultueuses, 1902
- Toute la Flandre in 5 Teilen, 1904–1911
- Réponse à une enquête, 1905
- Les heures d'après-midi, 1905
- La multiple splendeur, 1906
- Les rythmes souverains, 1910
- Les heures du soir, 1911
- Les ailes rouges de la guerre, 1916

### Monografien

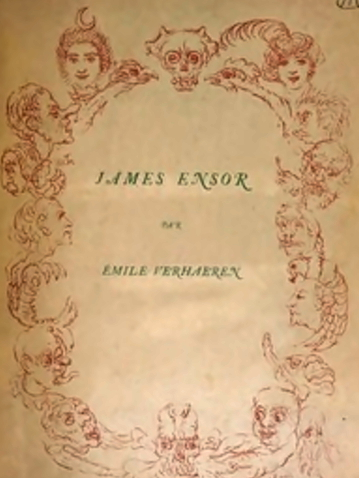
Umschlag der Monografie James Ensor, 1908

- James Ensor, G. van Oest, Brüssel 1908
- Rembrandt
- Monet

## Zitate
Et ce Londres de fonte et de bronze, mon âme,
Où des plaques de fer claquent sous des hangars,
Où des voiles s'en vont, sans Notre-Dame
Pour étoile, s'en vont, là-bas, vers les hazards.
Londres (London), aus Les Soirs

## Neuere deutsche Ausgaben
- Stefan George: Gesamtausgabe. Band 15. Zeitgenössische Dichter. 1929, Nachdruck 1969 (Übertragungen)
- Stefan Zweig: Rhythmen. Nachdichtungen ausgewählter Lyrik von Emile Verhaeren, Charles Baudelaire und Paul Verlaine. Fischer, Frankfurt am Main 1983 ISBN 3-10-097062-4
- Das Leben, das leise, das Leben, das wilde. Gedichte. Reclam, Leipzig 1982 (Übertragungen und Nachdichtungen verschiedener Übersetzer und Dichter)